# 2005年法国网球公开赛
2005年法国网球公开赛，於2005年在法國巴黎舉行

## 冠军
单打列出冠亚军以及决赛比分，双打列出冠军组合。

### 男子单打
主条目：2005年法國網球公開賽男子單打比賽
拉斐爾·拿度（西班牙）6-7(6) 6-3 6-1 7-5 馬里亞諾·普埃爾塔（阿根廷）

### 女子单打
主条目：2005年法國網球公開賽女子單打比賽
贾斯汀·海宁（比利时）6-1 6-1 玛丽·皮尔斯（法国）

### 男子双打
主条目：2005年法国网球公开赛男子双打比赛
約納斯·比約克曼（瑞典）/马克斯·米尔内（白俄罗斯）

### 女子双打
主条目：2005年法国网球公开赛女子双打比赛
比希尼婭·魯阿諾·帕斯夸爾（西班牙）/保拉·蘇亞雷斯（阿根廷）

### 混合双打
主条目：2005年法国网球公开赛混合双打比赛
達妮埃拉·漢圖霍娃（斯洛伐克）/法布里斯·桑托羅（法国）
| 前任： 2004年法国网球公开赛     | 法国网球公开赛 2005年 | 繼任： 2006年法国网球公开赛     |
| 前任： 2005年澳大利亚网球公开赛 | 网球大满贯 2005年     | 繼任： 2005年温布尔登网球锦标赛 |